# Aufrüstung
L'Aufrüstung o rearmament alemany és el procés mitjançant el qual Alemanya va tornar a acumular armes malgrat la prohibició del Tractat de Versalles que limitava els efectius militars germànics. Aquest rearmament va començar de manera clandestina i va accelerar-se amb l'arribada del nazisme al poder, ja que els nazis consideraven que Versalles havia estat una humiliació per al seu país i que els alemanys tenien dret a defensar-se i expandir el seu territori. La relativa tolerància de les potències occidentals davant la violació del tractat s'ha explicat per la por a l'auge del comunisme; com que l'Alemanya nazi era obertament anticomunista, interessava que guanyessin poder per poder frenar una eventual expansió soviètica. Part de les armes i reorganització de l'exèrcit van ser provats durant la guerra civil espanyola. El procés d'Aufrüstung constitueix un dels precedents de la Segona Guerra Mundial.